# Plan cassé ou débullé

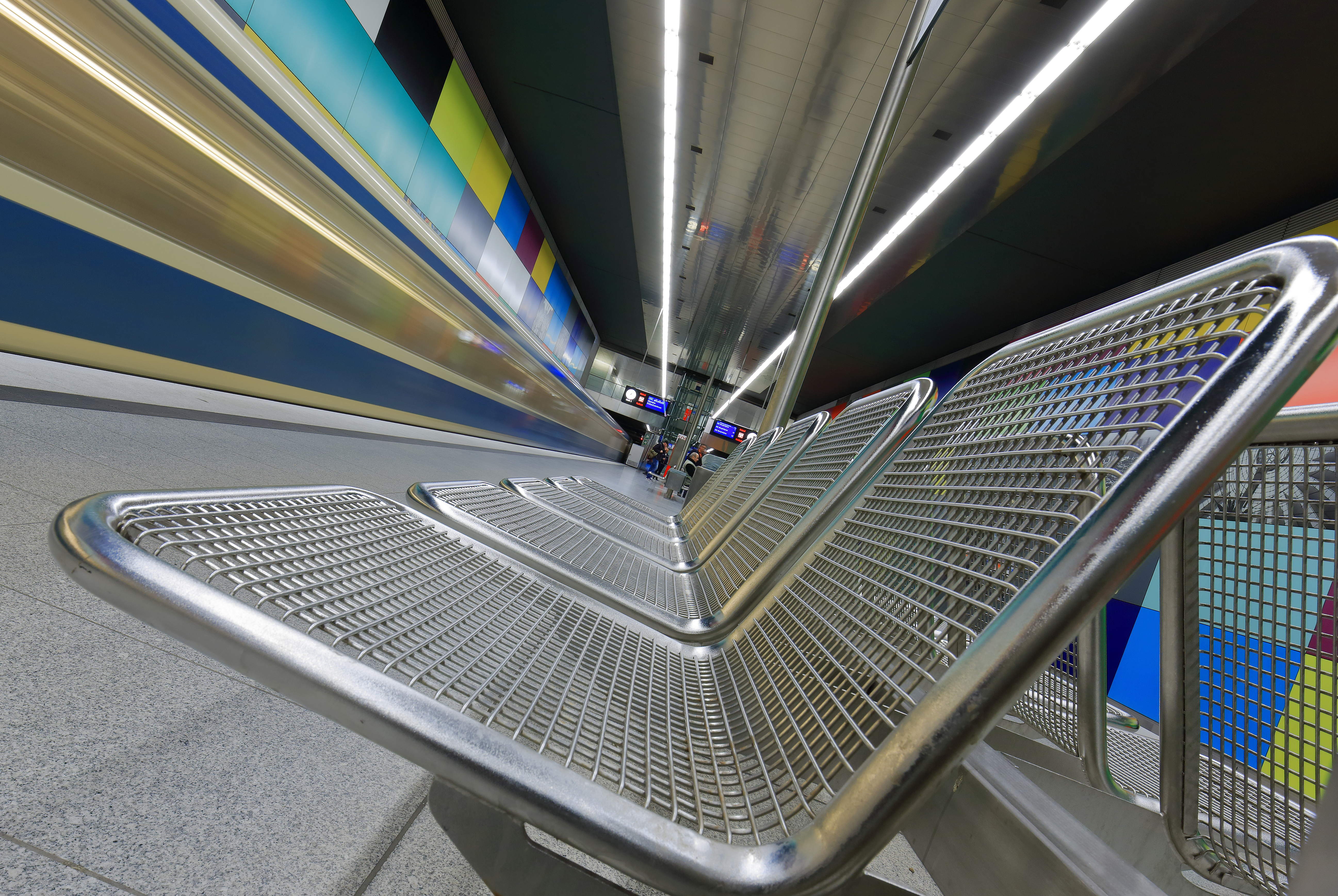
Une photo en plan cassé de la station Georg-Brauchle-Ring dans le métro de Munich.

Dans un film, le plan débullé (appelé parfois en français plan cassé ou krumm, et en anglais Dutch angle)
est une prise de vues dans laquelle le cadreur opère une rotation de la caméra sur son axe horizontal, de façon que la ligne d'horizon n’est plus parallèle au bas du cadrage. Cette rotation peut être faite dans le sens horaire ou anti-horaire.
La qualification de « débullé » évoque le niveau à bulle qui, sur le trépied, permet au cadreur de régler les axes de la caméra pour qu'à l'image les verticales du sujet soient parallèles aux bords verticaux de l'image. Un plan débullé, en produisant le basculement, "casse" les verticales des acteurs et des décors : un plan débullé est parfois dit « plan cassé ».

## Utilisation
Dans un film, l’emploi du plan débullé vise à donner au spectateur la sensation d’un malaise ou d'une désorientation ressentie par le personnage.
La plupart des plans débullés sont des plans statiques, mais la caméra peut exécuter un mouvement, panoramique ou travelling.

## Historique
Quand Edwin Stanton Porter tourne Dream of a rarebit fiend en 1906, il veut montrer que le monde oscille autour de son personnage, amateur immodéré de chester et d’alcool. « Le goinfre a perdu la notion de la verticalité et virevolte en tous sens, tentant de se raccrocher à un lampadaire qui oscille comme un balancier d’horloge tandis que les images de rues s’agitent autour de lui. Ce n’est pas le lampadaire qui est secoué par ce roulis psychologique, c’est la caméra elle-même qui s’incline alternativement de gauche à droite. Le plan est ensuite recouvert par surimpression de plusieurs autres prises de vue d’avenues parcourues d’une intense circulation automobile, filmées en panoramiques filés non horizontaux. »

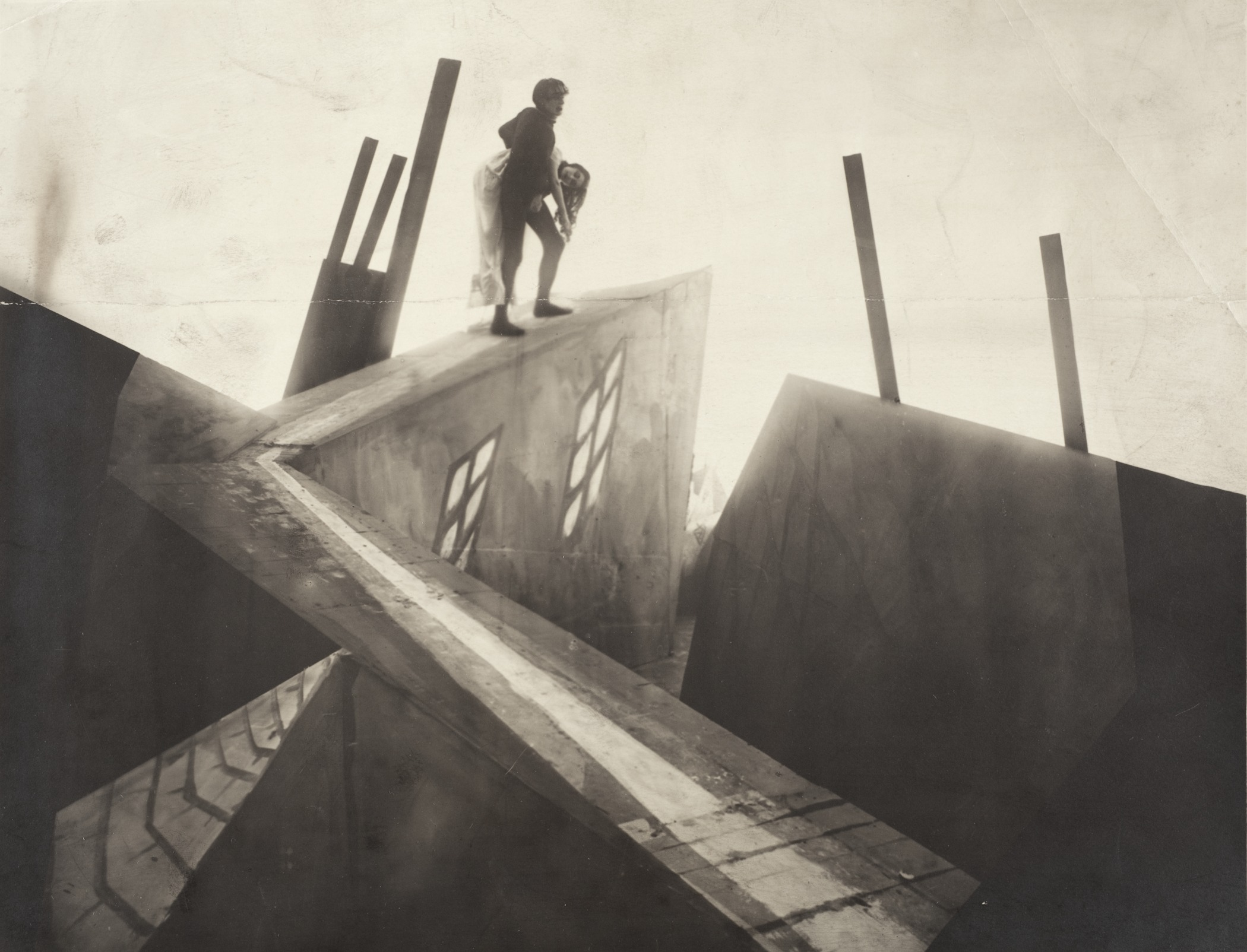
Plan débullé du Cabinet du docteur Caligari.

Les films allemands qui suivent la Première Guerre mondiale, comme en 1919 Le Cabinet du docteur Caligari, utilisent abondamment les plans cassés, dans le sillage de l’expressionnisme, ce courant artistique marqué par le souvenir traumatique d’une guerre généralisée.  Les cinéastes allemands, et d’autres par la suite, veulent bousculer le regard du spectateur. « Rien ne permettait de pencher le cadrage, et d’ailleurs personne n’en avait l’idée, la photo ou le film bien cadrés respectaient toujours l’horizontale et la verticale. »
Mais « la simple fantaisie peut aussi inspirer un cadrage débullé ». Ainsi, en 1924, dans Entr’acte, le réalisateur français René Clair « nous montre des automobiles roulant sur une route dans un plan devenu célèbre, un plan composite qui est le résultat de deux prises de vues, séparées sur la moitié du cadrage par un  volet puis un contre-volet. Les deux prises de vue ont été réalisées avec deux inclinaisons contrariées à 45° et ce plan truqué nous dévoile une image inusitée et surprenante de la circulation, devenue complètement folle, voire déjantée ».
Le documentaire de cinéma expérimental de 1929 de Dziga Vertov, L'Homme à la caméra, contient des plans cassés, notamment le passage d’un train à toute vitesse. Le film de 1949 Le Troisième Homme isole le personnage principal de l’espion, joué par Orson Welles, dans un environnement hostile, les ruines et les égouts de Vienne. Retour de l’expressionnisme, ce film succède lui aussi à une guerre encore plus meurtrière que la Première Guerre mondiale. Une anecdote humoristique prétend qu'une fois le tournage terminé, l'équipe aurait offert au réalisateur Carol Reed un niveau à bulle, afin de l'encourager à revenir à des cadrages plus traditionnels.

## Films modernes
Les plans cassés ou débullés sont aujourd’hui abondamment utilisés, plus particulièrement par les réalisateurs inspirés par la peinture, comme Tim Burton avec Edward aux mains d'argent, et Ed Wood, ou Terry Gilliam avec Brazil, Le Roi pêcheur, Sacré Graal !, L'Armée des douze singes et Tideland, pour représenter la folie, la désorientation ou les effets de la drogue. Dans sa trilogie Evil Dead, Sam Raimi utilise le plan débullé pour montrer un personnage possédé par un démon. Dans L'Impasse, Brian De Palma utilise de longs plans séquences débullés, dont il varie l'angle avec l'horizontale, qui lui servent à appuyer l'effet principal de plan subjectif. Il l'utilise également dans Mission impossible.
En revanche, un film de science-fiction comme Battlefield Earth (2002), a été fortement critiqué pour son utilisation envahissante des plans cassés. Le critique de film Roger Ebert dit à son propos : « Le réalisateur, Roger Christian, a appris grâce à de meilleurs films que les réalisateurs inclinent parfois leur caméra, mais il n'a pas appris pourquoi ».

## Bande dessinée
En 1906, Edwin Stanton Porter, en tournant Rêve d'un fondu de fondue (Dream of a Rarebit Fiend), s’inspire de la bande dessinée originelle créée par Winsor McCay, Dream of the Rarebit Fiend. Dans cette première itération plus sombre du concept Little Nemo, l'auteur, qui décrivait les cauchemars torturés de personnages se plaignant finalement d'avoir trop mangé, a conçu une partie non négligeable de ses vignettes avec un basculement du décor, correspondant le plus souvent à la chute au réveil du gourmand hors de son lit.
La bande dessinée contemporaine utilise parfois systématiquement les cadrages débullés ou cassés et les désigne le plus souvent avec l’appellation au cinéma. Comme l’explique Daniel Cooney dans son livre Concevoir et réaliser une BD, quand il cite la définition des plans débullés ou cassés : « Le plan débullé ou plan cassé, au cinéma, est obtenu en plaçant la caméra sur un trépied penché sur la droite ou la gauche. Le contenu de l’image est ainsi incliné par rapport à sa base. L’image est littéralement « déstabilisée », et cet effet est le plus souvent utilisé pour souligner la tension psychologique d’un personnage »

## Photographie et jeux vidéo
Simultanément au cinéma, la photographie a utilisé et utilise encore les cadrages cassés, mais moins souvent que dans les films.
Le plan débullé est souvent utilisé dans les jeux vidéo d'horreur. Particulièrement ceux qui ont un dispositif graphique statique, tels Resident Evil ou Silent Hill. 

## Galerie

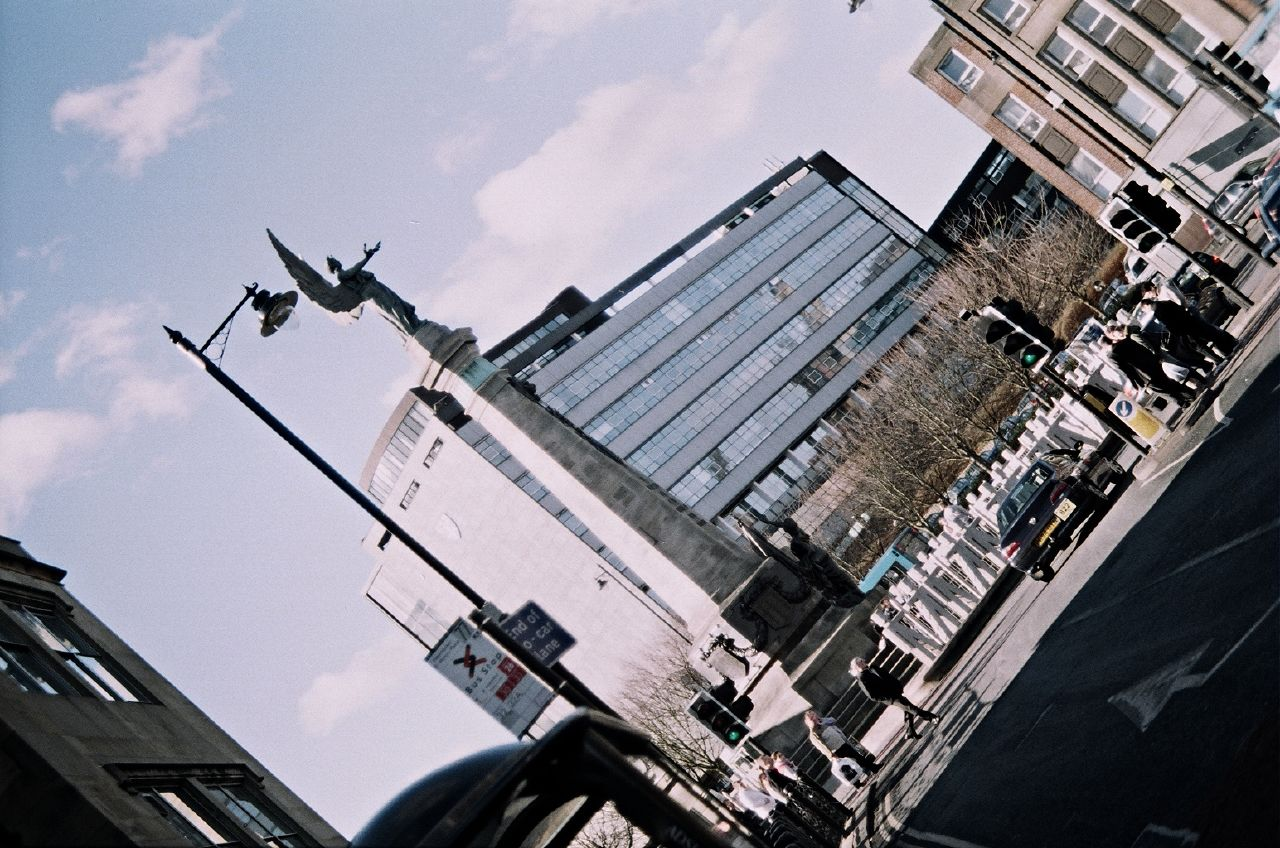
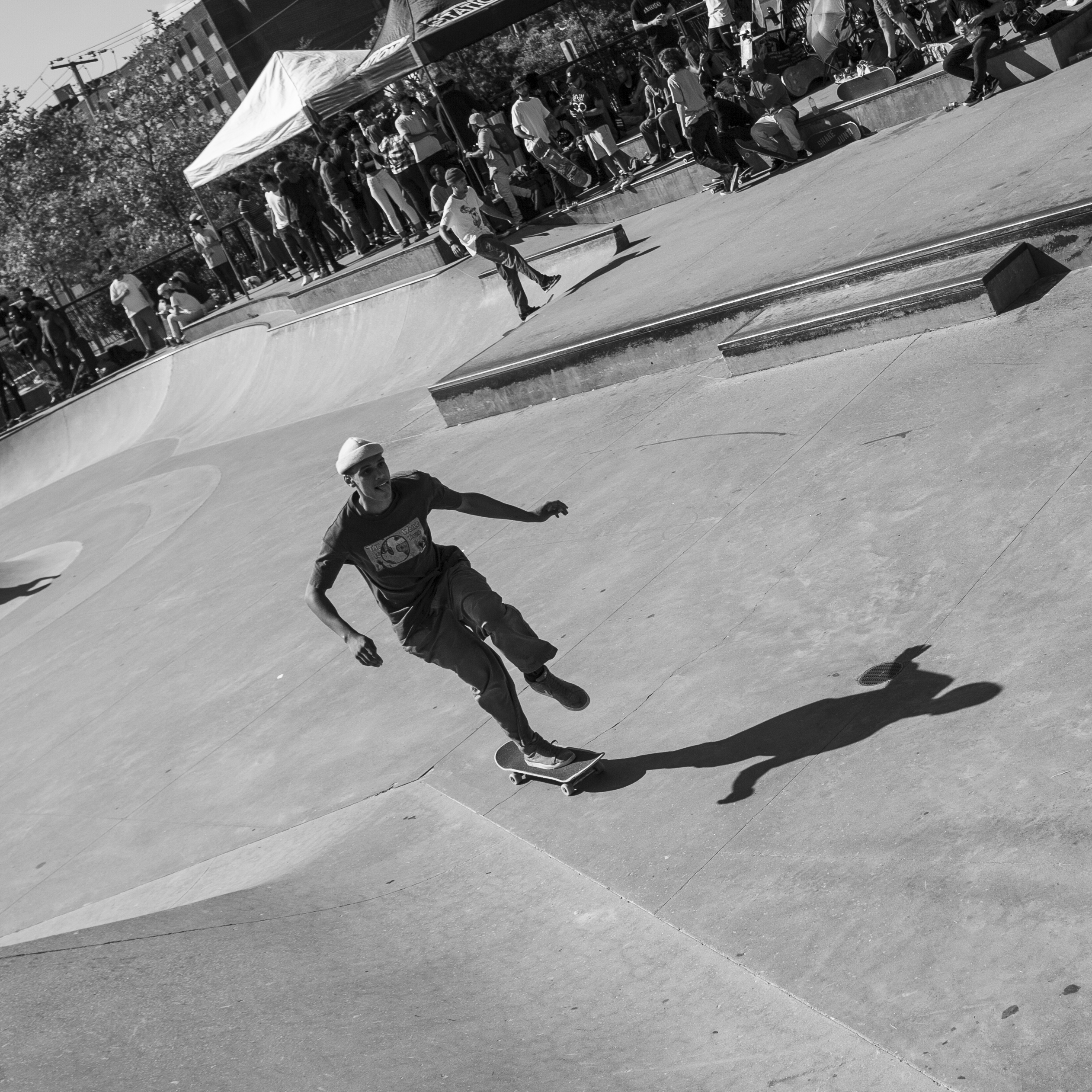
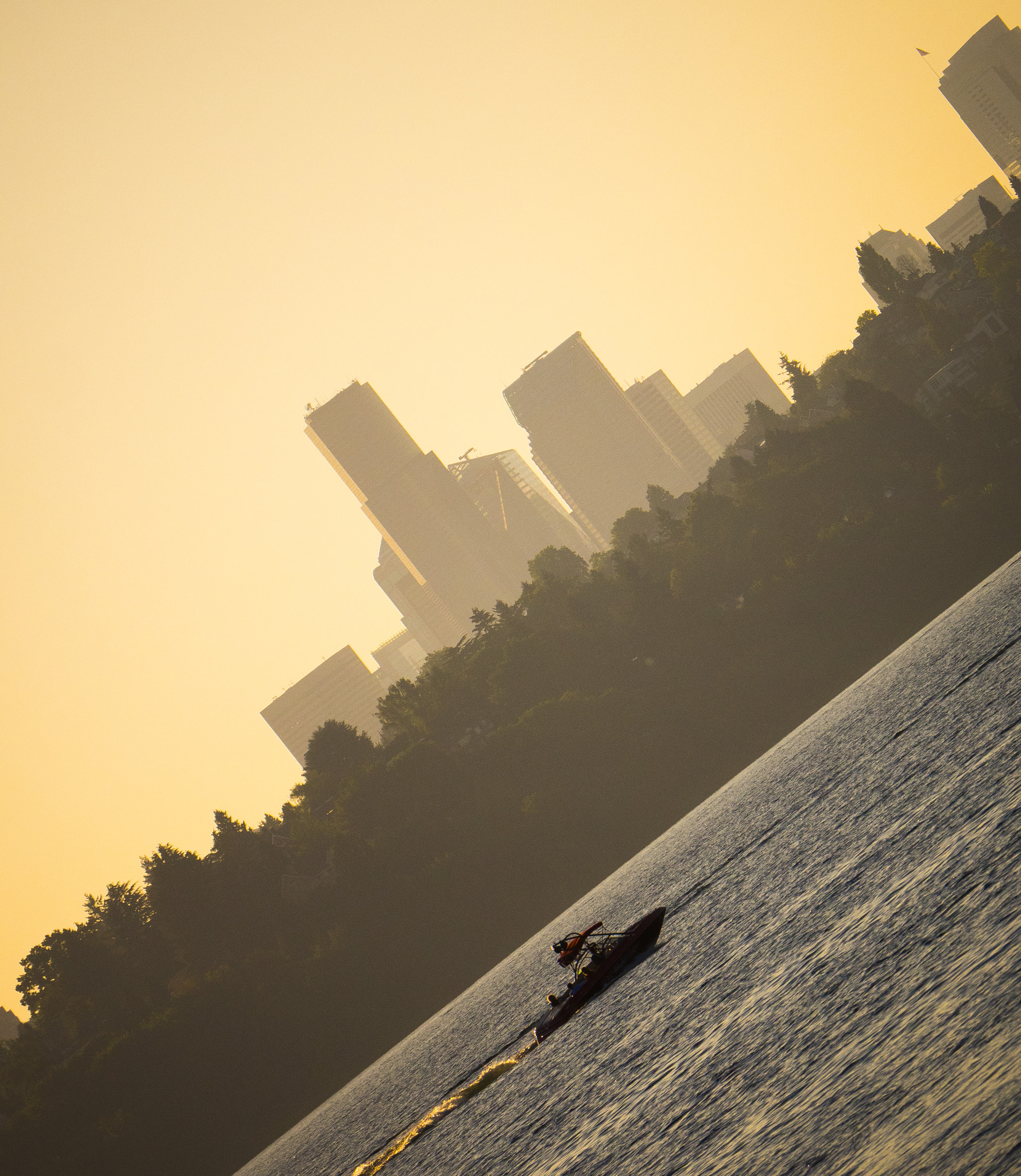
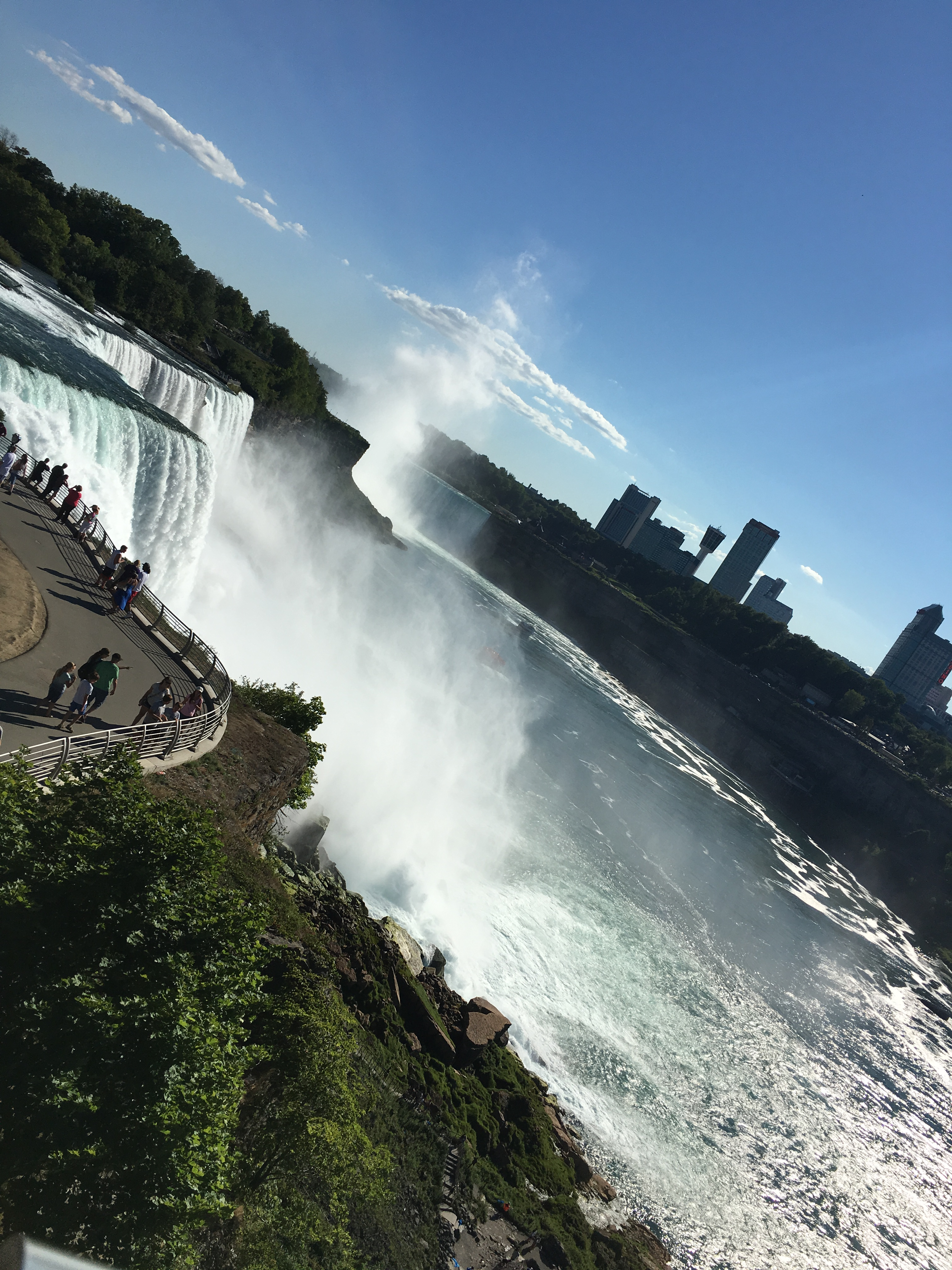
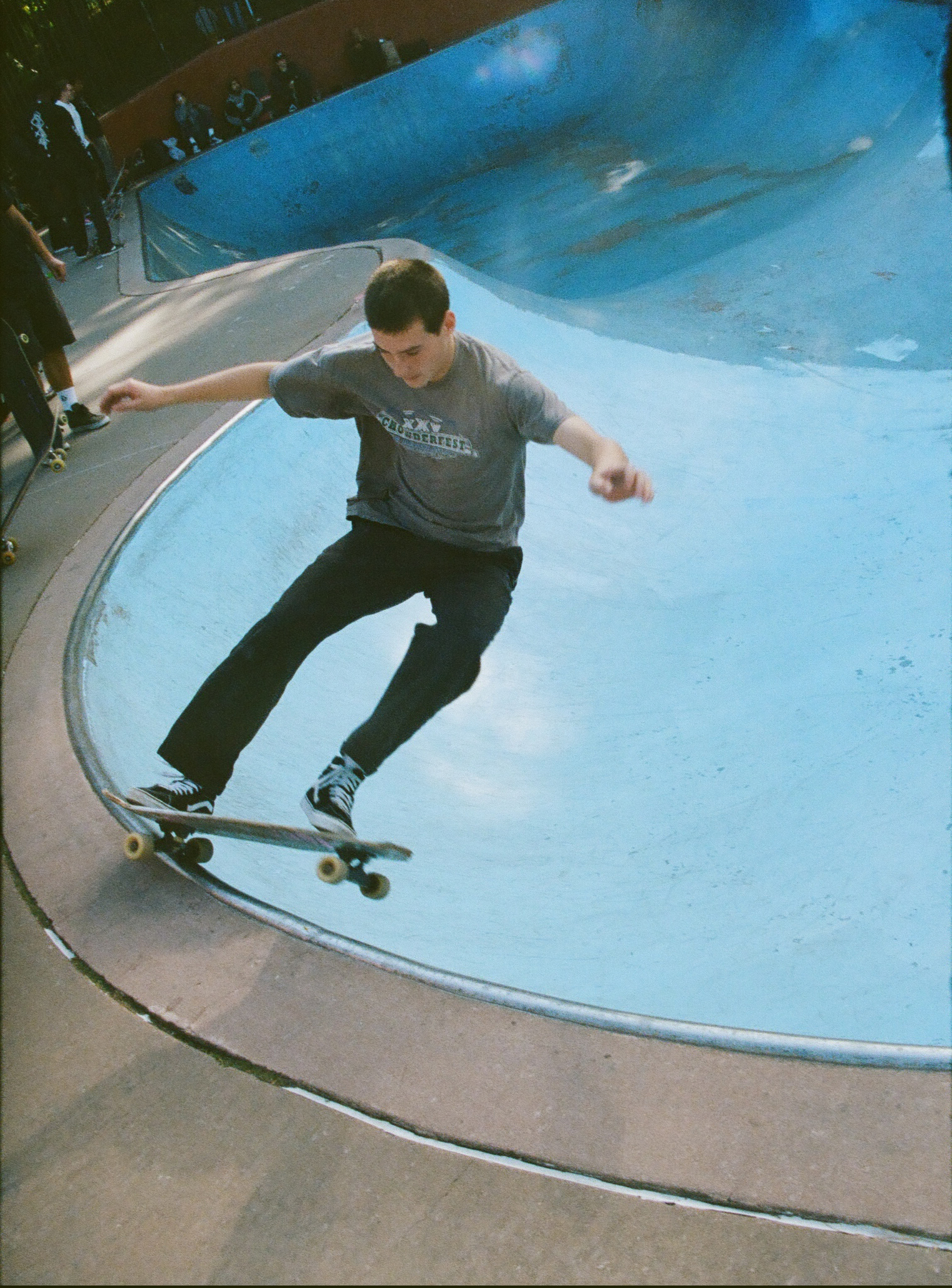
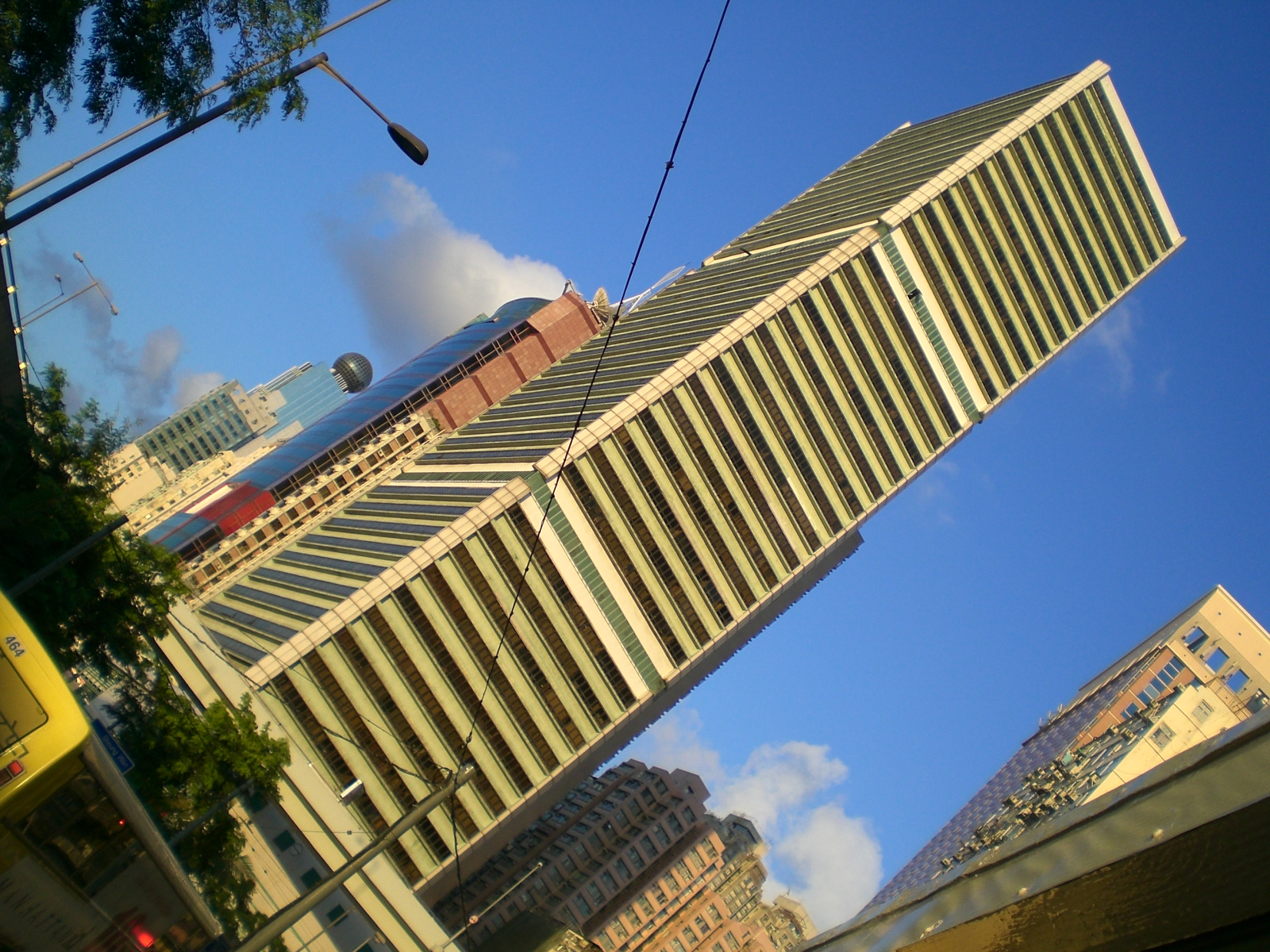
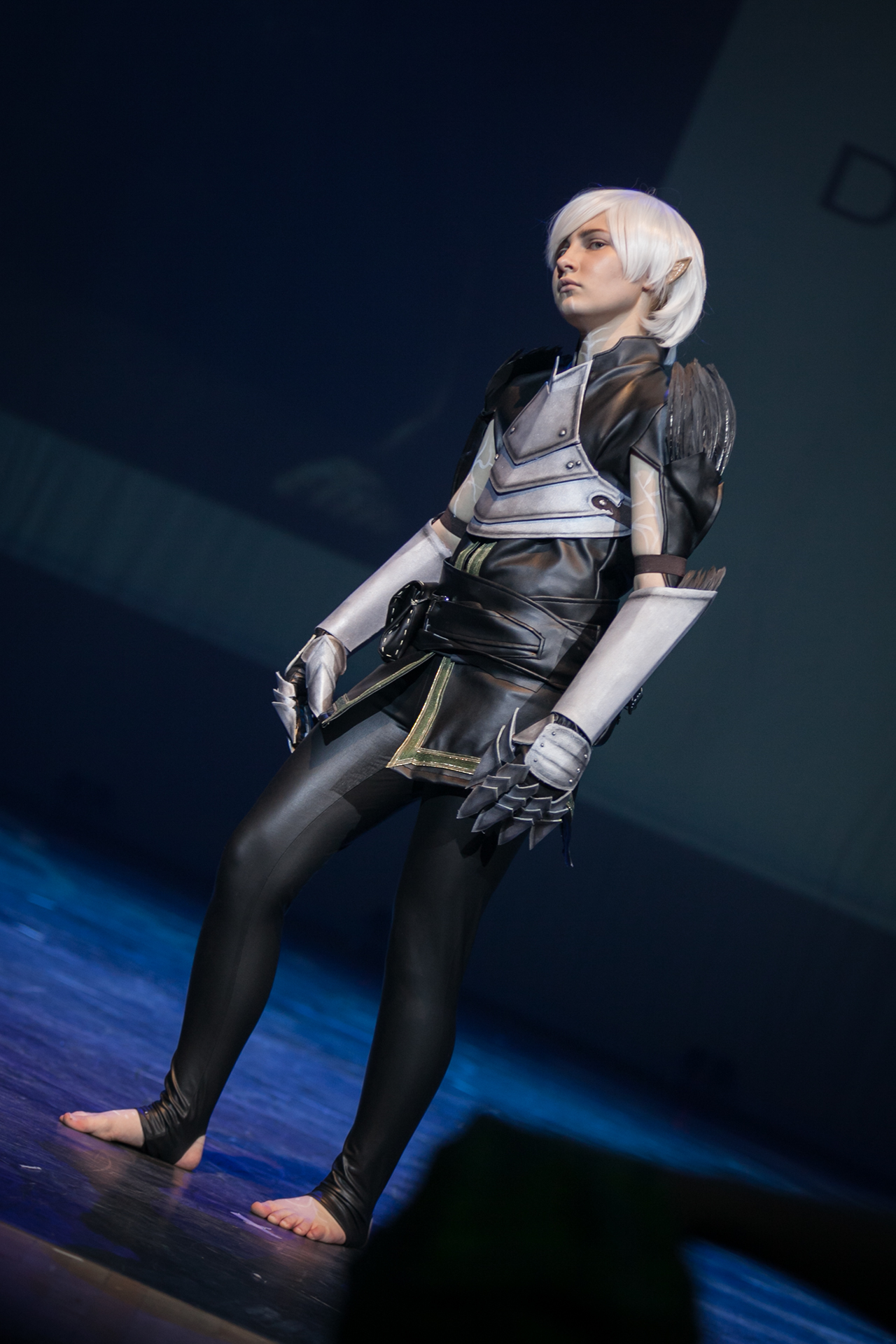
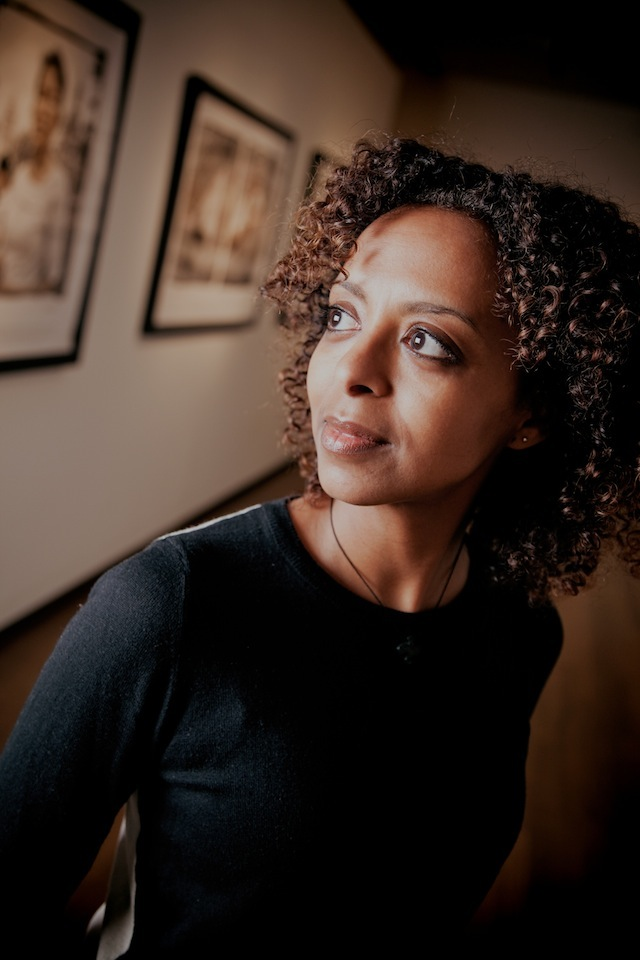